# Valkiri
Il Valkiri è un lanciarazzi multiplo (MRL) sudafricano, concepito con criteri piuttosto particolari per la migliore resa operativa nei previsti teatri d'impiego.
Per contrastare i BM-21 a lungo raggio, i Sudafricani iniziarono nel 1977 a sviluppare un'arma capace di superarne le capacità complessive, in particolare la gittata massima, oltre che altamente mobile ed efficace specie contro obiettivi relativamente poco solidi, ma dispersi su larghe aree. Vista la lunga gittata delle artiglierie sovietiche, nel contempo venne anche sviluppato il Cannone G-5 da 30 km di gittata.
Il nuovo sistema MRL (lanciarazzi multiplo) era pronto già nel 1981, e venne ampiamente usato in seguito.

## Descrizione
Esso si compone di appena 24 tubi di lancio per razzi da 127 mm (così si è rinunciato alla intercambiabilità con le munizioni BM-21), sistemati su di un autocarro SAMIL 20 4x4 da 2200 kg di capacità di carico. Si tratta in pratica del diffuso autocarro tedesco ad alta mobilità Unimog, prodotto su licenza.
Caratteristiche SAMIL 20:
- Trazione: 4x4
- Peso: massimo 6400 kg
- Lunghezza: 5,35 m
- Larghezza: 2,3 m
- Altezza: 2,32 m
- Velocità: 90 km/h
- Autonomia: 400 km
- Equipaggio: 2

La rampa di lancio è costituita in pratica dal cassone, elevabile tramite rampa idraulica, che quando non è in uso è ricoperto di una normale struttura di tela, così da rendere il mezzo pressoché indistinguibile da un normale autocarro. Questa soluzione ingegnosa risente ovviamente delle esperienze di guerra reali, in cui spesso le spie possono determinare l'esito di scontri: un conto sono un inoffensivo convoglio di autocarri da rifornimento, un altro una batteria di Valkiri.
I SAMIL sono dotati di alta mobilità e velocità, sono piccoli e veloci così da colpire e sparire. Entrano in azione in 5 minuti dallo stop, e possono uscirne dopo 1, evitando di essere colpiti dall'azione della controbatteria.
I razzi, sistemati in 24 tubi di lancio sul fondo del cassone, hanno come detto un calibro di 127 mm (5 pollici) e hanno una gittata minima di 8 km e massima di 22, 1, 5 maggiore del BM-21. La lunghezza del razzo è di 2, 68 m e la testata è prevalentemente shrapnel, con 3500 sferette d'acciaio capaci di coprire un'area di 1500 mq per razzo, pari ad un raggio di circa 25 m.
Il rifornimento, con una ricarica eseguibile in 10 minuti, è possibile grazie ad un autocarro medio da 5 tonnellate, dotato di 48 razzi.

## Varianti
- Valkiri-22 (versione originale): il modello originale, armato con 24 tubi di lancio
- Valkiri-40 (versione attuale): in questo caso, il lanciarazzi ha 40 tubi di lancio, sfruttando appieno le capacità del mezzo in termini di carico, e rinunciando alla discrezione che era una delle ragioni del Valkiri originale. Inoltre, pare che i razzi siano stati aggiornati con propellenti più potenti e, seguendo un trend affermatosi negli ultimi anni, capaci di raggiungere gittate maggiori, dell'ordine dei 36 km.

## Impiego
I Valkiri sono stati immessi in servizio nelle unità dell'Esercito sudafricano negli anni '80, e hanno partecipato a diversi fatti d'arme, specialmente nel 1986-87, infliggendo dure perdite alle forze angolane e cubane, data la capacità di colpire rapidamente con una salva capace di saturare 36.000 m2 di terreno in circa 20 secondi di tempo.

## IlBateleur

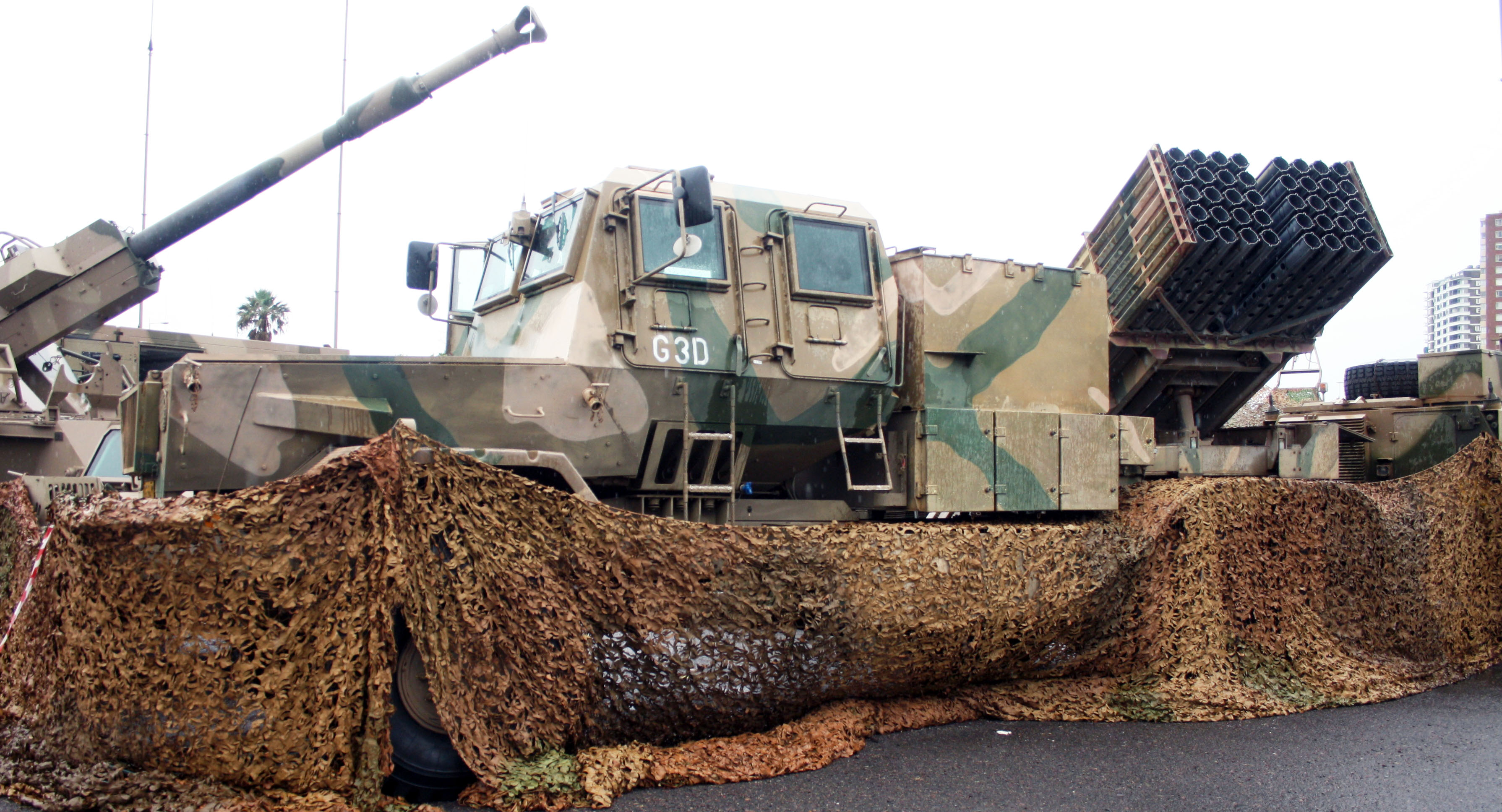
Un Bateleur

Questo nuovo sistema, apparso agli inizi degli anni '90, è un tipo molto più pesante e potente, pur condividendo gli stessi razzi, un po' come l'RM-70 verso il BM-21.
Si tratta di un sistema basato infatti su di un autocarro Samil 100 da 10 tonnellate, 6x6. Esso ha una sagoma alta e in generale caratteristiche molto meno 'discrete' dell'altro veicolo. La cabina, in compenso, è leggermente corazzata, ospita 5 uomini di equipaggio, che sono protetti anche contro le mine anticarro. Nonostante la maggiore massa, riesce ad essere persino più mobile del Valkiri, soprattutto per il motore più potente e per le 6 ruote motrici. Le sue dimensioni, che come detto, non gli consentono facilmente di passare inosservato, gli consentono però rifornimenti per 14 giorni, mentre su strada ha una velocità massima di 88 km/h (2 in meno del Valkiri) per un'autonomia di 800 (il doppio).
In termini di armamento, il Bateleur ha i soliti razzi da 127mm pur essendo lo scafo perfettamente in grado (come accade, per esempio, con l'ASTROS, anch'esso basato su di un veicolo da 10 t.) di portarne di più grandi. Il numero è aumentato a 40, mentre la massa resta di 60 kg. La cadenza di tiro è possibile con 1 colpo al secondo, tramite comandi a distanza o dentro la centrale di tiro. Le testate contengono 8500 sferette in acciaio più l'esplosivo. Ancora una volta, quindi, esiste come prioritario l'effetto antipersonale, con le terribili conseguenze che si possono facilmente immaginare, dell'espansione della 'nuvola' di pallettoni. La testata detona all'impatto, ma per renderla anche più pericolosa vi è anche una spoletta di prossimità per farla scoppiare in quota, rendendo esclusivo l'effetto della frammentazione rispetto alla carica esplosiva. La dispersione, alla distanza di 22.000 m, è costituita da un valore di 200 m in direzione e 290 in lunghezza. Questi dati riguardano i razzi originali, ma anche per il Bateleur sono stati poi utilizzati quelli con gittata prolungata, probabilmente caricati anche con submunizioni controcarro, anche se i tempi della guerra con le nazioni vicine sono oramai finiti.
Il Bateleur è uno dei sistemi lanciarazzi più pesanti e potenti della categoria, e tra le sue peculiarità ha l'intercambiabilità del lanciarazzi: se un mezzo viene messo fuori uso, il lanciarazzi può essere montato su di un altro in circa 4 ore di tempo.

## Utilizzatori
Sudafrica
- South African Army

52 Valkiri in organico nel 2020, di cui 6 operativi e 48 in riserva, e 24 Bateleur FV2.